# Clara Schumannová
Clara Josephine Schumannová, nepřechýleně Clara Schumann, roz. Wieck (13. září 1819, Lipsko – 20. května 1896, Frankfurt nad Mohanem) byla německá klavíristka, hudební skladatelka a pedagožka. Byla manželkou skladatele Roberta Schumanna.

## Dětství
Clara Josephine Wieck se narodila v Lipsku do rodiny klavírního pedagoga a hudebního kritika Friedricha Wiecka a jeho ženy Marianne Wieck roz. Tromlitz. Marianne Tromlitz byla známá pěvkyně, která zpívala sóla na pravidelných koncertech v lipském koncertním sále Gewandhaus. Manželství Clařiných rodičů nebylo nijak šťastné, zejména kvůli otcově panovačné povaze. Po milostné aféře mezi Klářinou matkou a otcovým přítelem Adolphem Bargielem se manželé Wieckovi rozvedli. Marianne se za Bargiela provdala a Clara zůstala s otcem.
Od raného dětství byla Clařina kariéra plánována otcem do nejmenších detailů. Denně měla hodinovou lekci klavíru, houslí, zpěvu, hudební teorie, harmonie a kontrapunktu a dvouhodinové praktické cvičení podle metody, kterou otec sám vypracoval. V březnu 1828, ve věku osmi let, vystupovala v domě Dr. Ernsta Caruse, ředitele psychiatrické léčebny sídlící na zámku v Colditz. Zde se setkala s jiným mladým nadaným klavíristou pozvaným na tento hudební večer, o devět let starším Robertem Schumannem. Schumanna hra malé Clary natolik zaujala, že si vyžádal svolení své matky k přerušení studia práv, aby mohl studovat hudbu u Klářina otce. Po dobu ročního studia bydlel ve Wieckově domě a s Clarou se spřátelil natolik, že si ji již v jejích 15 letech chtěl vzít za manželku. Protože Friedrich Wieck s tím naprosto nesouhlasil, mohli Clara a Robert uzavřít sňatek až v roce 1840.

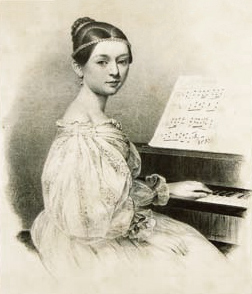
Clara Wieck v roce 1835

V roce 1830, ve věku jedenácti let, vyjela Clara s otcem na koncertní turné do Paříže a dalších evropských měst. Před odjezdem se její první sólový koncert konal ještě v domovském Lipsku v Gewandhausu. Ve Výmaru předvedla bravurní skladbu klavíristy a skladatele Henriho Herze komponovanou pro Johanna Wolfganga von Goethe. Ten jí pak daroval medaili se svým portrétem a s vyrytým věnováním „Nadané umělkyni Claře Wieckové“. Během této cesty pobýval v Paříži slavný houslista Niccolò Paganini a nabídl Claře Wieckové společné vystoupení. Tento koncert však přilákal poměrně málo posluchačů, neboť mnoho lidí v té době opustilo Paříž z obavy před epidemií cholery.
Od prosince 1837 do dubna 1838 absolvovala Clara Wieck sérii recitálů ve Vídni. Cestou se zastavila v Drážďanech a v Praze. Rakouský básník a dramatik Franz Grillparzer napsal po vyslechnutí její vídeňské interpretace Beethovenovy Sonáty č. 23 Appasionata báseň nazvanou „Clara Wieck und Beethoven“. Clara ve Vídni okouzlila obecenstvo i hudební kritiky. Benedict Randhartinger, přítel Franze Schuberta, jí daroval podepsanou kopii Schubertovy písně Erlkönig (Král duchů) s vepsaným věnováním: Slavné umělkyni Claře Wieckové. Frédéric Chopin popsal své dojmy z její hry Franzi Lisztovi a následně i v dopise, který byl zveřejněn v pařížské Revue et Gazette Musicale i v lipském časopise Neue Zeitschrift für Musik.. 15. března 1838 byla Clara jmenována Císařskou a královskou komorní virtuózkou, což bylo nejvyšší rakouské hudební ocenění.
V jejích prvních uměleckých letech vybíral repertoár otec tak, aby byl co možná okázalý a populární v oblíbeném stylu té doby. Byla to mj. díla Friedricha Kalkbrennera, Adolfa von Henselt, Sigismonda Thalberga, Henriho Herze, Johanna Pixise, významného hudebního pedagoga Carla Czernyho a také její vlastní skladby. Jak Clara dospívala, stále více se sama podílela na sestavování programu. Začala více uvádět skladby nových romantických autorů jako Chopina a Felixe Mendelssohna Bartholdyho, stejně jako méně efektní, ale obtížnější skladby velikánů minulosti jako Domenica Scarlattiho, Johanna Sebastiana Bacha, Wolfganga Amadea Mozarta a Ludwiga van Beethovena.

## Další kariéra

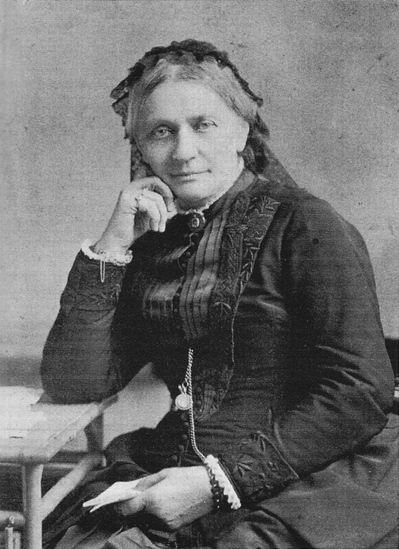
Clara Schumannová ve stáří (před rokem 1896)

Její vynikající pověst ji přinesla kontakty s nejznámějšími hudebníky té doby. Kromě Mendelssohna, Chopina a Liszta se setkala také se slavným houslistou Josephem Joachimem, který se stal jejím častým koncertním partnerem.
Po smrti svého manžela dne 29. června 1856 se Clara Schumannová zcela věnovala interpretaci jeho skladeb. Když však v roce 1856 poprvé navštívila Anglii na pozvání anglického hudebního skladatele a Schumannova přítele Williama Bennetta, nebyla anglická kritika dílu Roberta Schumanna příliš nakloněna. Přesto se do Londýna téměř každoročně vracela.
Hrála rovněž významnou roli při rehabilitaci 1. klavírního koncertu d-moll Johannese Brahmse, který při premiéře zcela propadl. Díky jejímu úsilí se koncert úspěšně vrátil do světového repertoáru. O mnoho let mladší Brahms byl velkým obdivovatelem Clary Schumannové a jejím osobním přítelem.
Zpočátku se zajímala rovněž o díla Franze Liszta, ale později se jejich vztah změnil. Pak již odmítala jeho skladby hrát a při vydávání souborného díla svého manžela potlačila i dedikaci Schumannovy Fantasie C-dur, která byla skladatelem původně Lisztovi věnována. Odmítla vystoupit na jubilejním Beethovenově festivalu, když se dozvěděla, že se ho zúčastní také Liszt a Richard Wagner. Zejména nesnášela hudbu Richarda Wagnera. O jeho opeře Tannhäuser prohlásila, že si libuje v  krutostech, Lohengrin byl podle ní hrůzný a Tristan a Isolda „nejstrašnější věc, kterou kdy viděla nebo slyšela“.
V roce 1878 byla jmenována profesorkou klavíru na konzervatoři ve Frankfurtu nad Mohanem, kteréžto postavení si udržela až do roku 1892 a svou pedagogickou činností velice přispěla k rozvoji moderní klavírní techniky.
Svůj poslední veřejný koncert měla ve Frankfurtu 12. března 1891. Na závěr hrála Brahmsovy Varice na Haydnovo téma. V posledních letech života ztrácela sluch a byla upoutána na kolečkové křeslo. 26. března 1896 utrpěla záchvat mrtvice a zemřela 20. května 1896 ve věku 76 let. Je pohřbena v Bonnu na Starém hřbitově (Alter Friedhof) společně se svým manželem.
Její rodinný život nebyl šťastný. Čtyři z jejích osmi dětí a její manžel zemřeli ještě za jejího života. Manžel byl v průběhu svého života umístěn do psychiatrické léčebny, později se pokusil o sebevraždu a nakonec zemřel v psychiatrické léčebně. Také jeden z jejích synů byl umístěn v psychiatrické léčebně. Její první syn se dožil pouhého jednoho roku. V roce 1872 zemřela její dcera Julie, která zanechala dvě malé děti. Syn Felix zemřel ve věku 25 let. Další ze synů, Ferdinand, zemřel ve věku 43 let a pak se Clara Schumannová starala i o jeho děti.

## Schumannová v Čechách a na Moravě
Clara se na svých koncertních turné v Praze zastavila celkem pětkrát. První vystoupení zde, doprovázena otcem, uskutečnila ještě pod dívčím jménem 12. listopadu 1837. V sále konzervatoře hrála skladby Adolfa von Henselta, Václava Tomáška, Frédérica Chopina a své vlastní Variace op. 8 na kavatinu z Belliniho opery Piráti. Celkem byla uspořádána tři její vystoupení; při tom posledním hrála svůj vlastní klavírní koncert. Podruhé, začátkem roku 1847, už byla doprovázena svým manželem. Tehdy oba představili Schumannův klavírní koncert. Autor dirigoval orchestr, Clara hrála sólový part. Skladba byla přijata velmi vstřícně. Spolu se svou budoucí ženou Kateřinou Kolářovou navštívil tento koncert i Bedřich Smetana. Pražskému koncertu předcházelo vystoupení v Brně. Oba tyto koncerty provedli Schumannovi při zpáteční cestě z turné ve Vídni domů do Drážďan. V Brně pak Schumannová vystoupila ještě dvakrát. Jeden z těchto koncertů se uskutečnil 20. ledna 1859 v Divadle Reduta. Spolu s ní vystoupil tenorista Jan Ludvík Lukes.
Další vystoupení klavírní virtuosky v Praze se uskutečnila v letech 1856, 1859 a 1865. Kromě Schumannova koncertu na nich Clara interpretovala i jeho skladbu Karneval, Chopinova a Mendelssohnova díla a také některé Beethovenovy sonáty. Naposledy Clara vystoupila v Praze 8. dubna 1865.
Schumannová navštívila i české lázně. V srpnu 1842 pobývala spolu s manželem v Karlových Varech a Mariánských Lázních.

## Další informace
- Byla jedním z prvních klavíristů, kteří celá svá vystoupení hráli zpaměti. V té době to nebylo běžné a taková schopnost byla i předmětem obdivu hudebních kritiků.
- V roce 1947 byl o jejím životě natočen film Song of Love (Píseň lásky) s Katharine Hephurnovou v hlavní roli. Roberta Schumanna hrál Paul Henreid a mladého Johannese Brahmse Robert Walker.
- V roce 2008 byl ve francouzsko-německo-maďarské koprodukci natočen další film Geliebte Clara (Milovaná Clara).
- Její portrét byl vyobrazen na německé stomarkové bankovce.
- Po Labi se plaví výletní loď s názvem Clara Schumann, občas zajíždí i do Česka.

## Dílo
(Podle soupisu v Meier, Barbara, Robert Schumann, Rowohlt Taschenbuch Verlag, Reinbek bei Hamburg, 2006, s. 144, ISBN 3-499-50522-3)

### Klavírní skladby s opusovými čísly
- Čtyři polonézy op. 1 (1829–1830)
- Capriccia ve formě valčíku op. 2 (1831–1832)
- Pestré romance op. 3 (1831–1833)
- Romantické valčíky op. 4 (1835)
- Čtyři charakteristické kusy op. 5 (1835–1836)
- Hudební soirée op. 6 (1834–1836)
- Variace na kavatinu z Belliniho opery Piráti op. 8 (1837)
- Suvenýr z Vídně op. 9 (1838)
- Scherzo d-moll op. 10 (1838)
- Tři romance op. 11 (1838–1839)
- Scherzo c-moll op. 14 (1841)
- Čtyři kusy charakteru fugy op. 15 (1840–1844)
- Jak bolí jeho rozchod se mnou – píseň na text básně
- Tři preludia a fugy op. 16 (1845)
- Variace na téma Roberta Schumanna op. 20 (1853)
- Tři romance op. 21 (1853, 1855)

### Písně
- 12 písní na texty Friedricha Rückerta op. 12 (společně s manželem, Clara autorkou č. 2, 4, 11, 1841)
- Šest písní op. 13 (1840, 1842–1843)
- Šest písní ze sbírky Jucunde od Hermanna Rolletta op. 23 (1853)

### Komorní skladby
- Trio pro klavír, housle a cello op. 17 (1846)
- Tři romance pro housle a klavír op. 22 (1853)

### Orchestrální skladby
- Koncert pro klavír a orchestr a-moll op. 7 (1833–1835)

Opusovými čísly 18 a 19 nejsou žádné skladby označeny.

### Skladby bez opusových čísel (výběr)
- Etuda As-dur pro klavír (1830)
- Klavírní sonáta g-moll (1841–1842)
- Jak bolí jeho odchod (píseň na text Fr. Rückerta, 1843)
- Impromptu E-dur pro klavír (1843–1844)
- Preludium a čtyřhlasá fuga (1845)
- Preludium f-moll (1845)
- Pochod Es-dur (pro čtyři ruce, 1879)
- Romance h-moll pro klavír (1855)
- Kadence k Beethovenovu klavírnímu koncertu č. 3 op. 37 (1868)

## Edice a literatura

### Edice skladeb
- Draheim, Joachim – Höft, Brigitte, Sämtliche Lieder für Singstimme und Klavier, sv. I, II, Breitkopf & Härtel, Wiesbaden 1990, 1992, ISMN 979-0-004-17847-8; 979-0-004-17848-5
- Klassen, Janina, Konzert a-Moll für Klavier und Orchester op. 7, Breitkopf & Härtel, Wiesbaden 1990